# Paris-Roubaix 2010
Paris-Roubaix 2010 a fost a 108-a ediție a Paris-Roubaix, o cursă clasică de ciclism de o zi din Franța. Evenimentul a avut loc pe 11 aprilie 2010 și s-a desfășurat pe o distanță de 259 kilometri până la velodromul din Roubaix. Câștigătorul a fost Fabian Cancellara din Elveția de la echipa Team Saxo Bank.

## Rezultate
| Loc | Concurent                 | Echipă             | Timp       |
| --- | ------------------------- | ------------------ | ---------- |
| 1   | Fabian Cancellara (SUI)   | Team Saxo Bank     | 6h 35' 10" |
| 2   | Thor Hushovd (NOR)        | Cervélo TestTeam   | + 2' 00"   |
| 3   | Juan Antonio Flecha (ESP) | Team Sky           | + 2' 00"   |
| 4   | Roger Hammond (GBR)       | Cervélo TestTeam   | + 3' 14"   |
| 5   | Tom Boonen (BEL)          | Quick-Step         | + 3' 14"   |
| 6   | Bjorn Leukemans (BEL)     | Vacansoleil        | + 3' 20"   |
| 7   | Filippo Pozzato (ITA)     | Katiușa            | + 3' 46"   |
| 8   | Leif Hoste (BEL)          | Omega Pharma–Lotto | + 5' 16"   |
| 9   | Sébastien Hinault (FRA)   | Ag2r–La Mondiale   | + 6' 27"   |
| 10  | Hayden Roulston (NZL)     | Team HTC–Columbia  | + 6' 59"   |